# Uperoleia
Uperoleia là một chi động vật lưỡng cư trong họ Myobatrachidae, thuộc bộ Anura. Chi này có 25 loài và không bị đe dọa tuyệt chủng.

## Hình ảnh

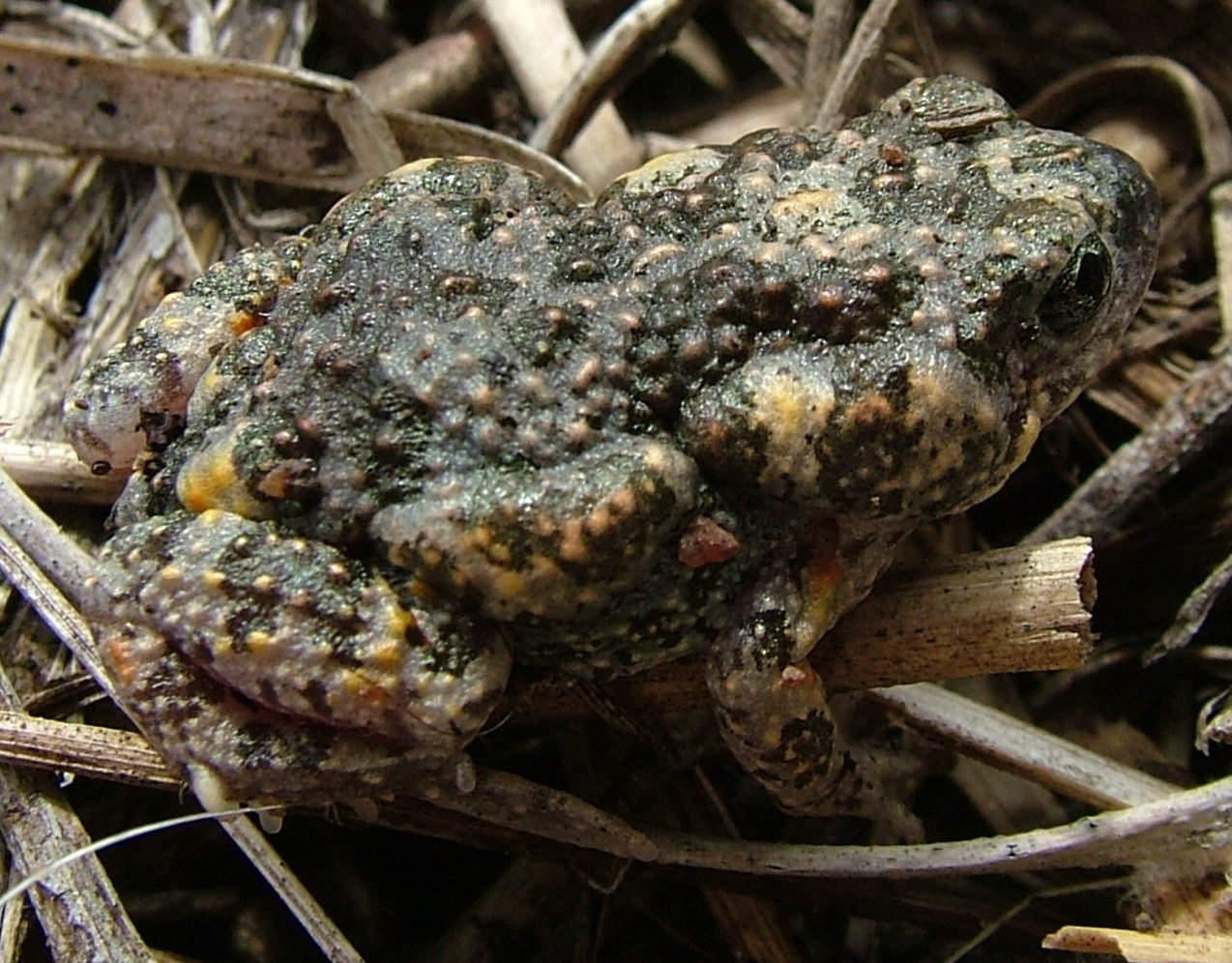
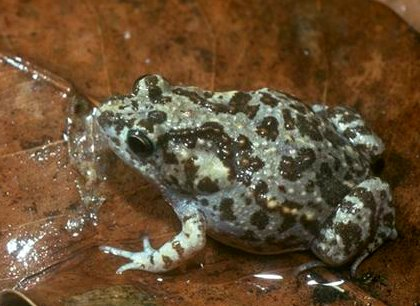
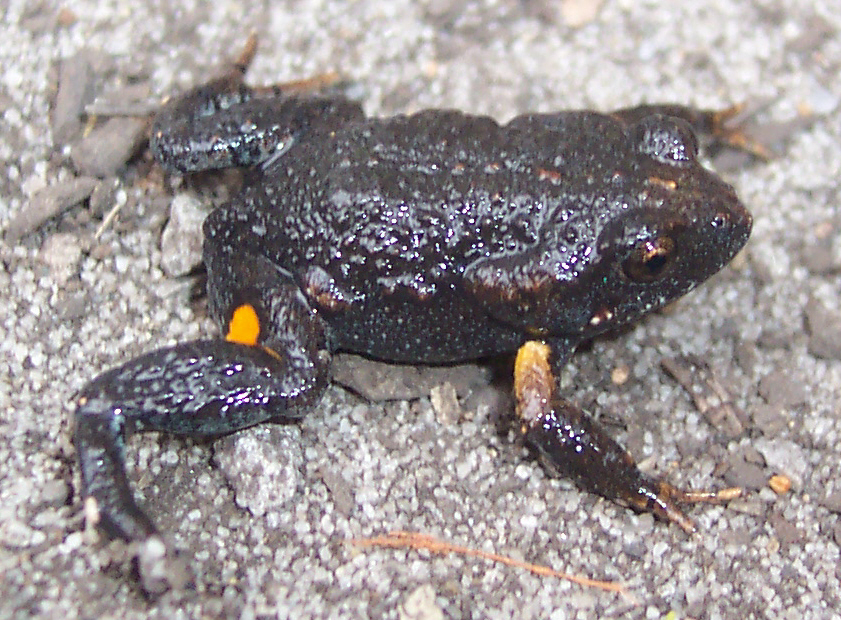